# Michael Anthony (bokszoló)
Michael Parris (Georgetown, 1957. október 4. –), akit Michael Anthony néven ismert meg a világ. Guyanai származású visszavonult ökölvívó, aki az 1980. évi nyári olimpiai játékokon az akkori Szovjetunió fővárosában, Moszkvában kisváltósúlyban (54 kg) indulhatott országa zászlaja alatt. A tornán végül bronzérmet szerzett, ezzel ő lett Guyana első olimpiai érmese. 

## Élete az olimpiai játékok után
Parris többször adott interjút a torna után és mindig úgy beszélt az eredményéről, mintha tegnap lett volna. 1980. augusztus hatodikán történt a nagy nap, de elmondása szerint neki mégis az volt a legemlékezetesebb pillanat, amikor korábban kiválasztották az ország képviseletére. A férfi még mindig dolgozik, taxisofőr Guyana fővárosában Georgetownban és a Shirley Fields Ridley tér mellett lakik.
Úgy érzi azonban, hogy elfeledkezett róla a sportolói közösség és országa vezetése is. Elmondása szerint az 1985-ben meghalt Forbes Burnham guyanai elnök volt az utolsó, aki kiemelte és elismerte az eredményét. Még a 2010-es évekből hozott fel egy példát, amikor bronzérmére hivatkozással méltányossági kedvezményt kért egy autó vámmentes behozatalára. Nem kapott semmit.

## Az 1980-as olimpián elért eredményei részletesen
Az alábbiakban olvasható Michael Anthony, az 1980-as moszkvai olimpián elért eredménylistája:
- Legjobb 32 között: döntéssel 5-0-ra legyőzte Nureni Gbadamosit (Niger).
- Legjobb 16 között: Fayez Zaghloul (Szíria) legyőzése 3-2-es döntéssel.
- Negyeddöntő: Daniel Zaragoza (Mexikó) legyőzése technikai KO-val.
- Elődöntő: Vesztett Juan Hernandez (Kuba) ellen döntéssel, 0-5-re - így lett bronzérmes.